# Igreja Presbiteriana na América
A Igreja Presbiteriana da América (IPA) - em inglês Presbyterian Church in America, geralmente abreviada como PCA - é a segunda maior denominação presbiteriana reformada nos Estados Unidos. A IPA é reformada em teologia, presbiteriana no governo, Conservadora na teologia e ativo em missões. É caracterizado por uma mistura de prática reformada e amplo evangelicalismo.

## História

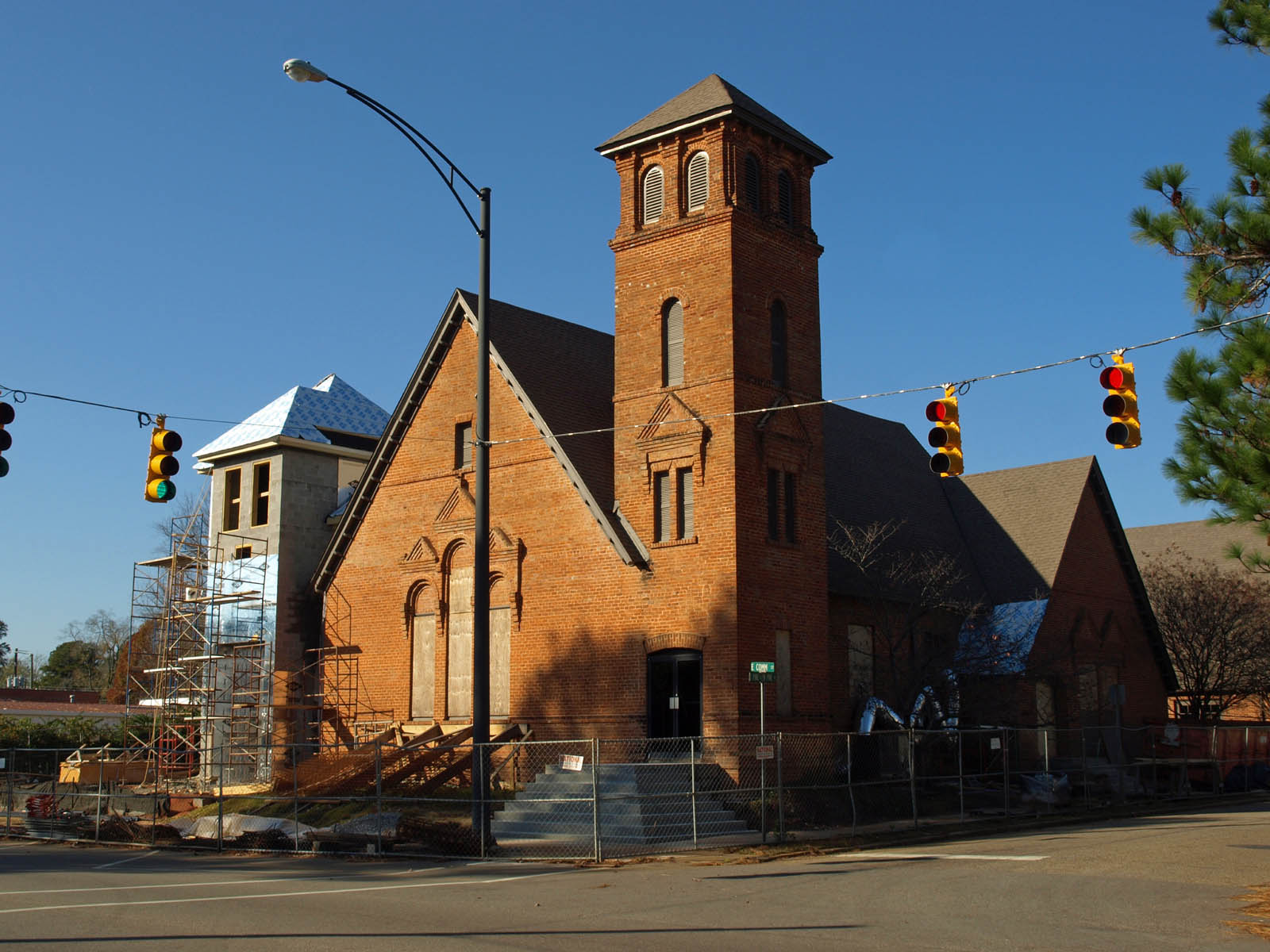
Primeira Igreja Presbiteriana de Greenville (Alabama).

### Contexto histórico-religioso
A IPA tem suas raízes nas controvérsias teológicas sobre liberalismo e neo-ortodoxia que tinham sido um ponto de discórdia na Igreja Presbiteriana nos Estados Unidos (IP-EU), que tinha se separada da Igreja Presbiteriana nos Estados Unidos da América (IP-EUA) em linhas regionais no início da Guerra Civil Americana.
Enquanto a controvérsia fundamentalista-modernista levou a uma cisão na IP-EUA em meados da década de 1930, levando à formação da Igreja Presbiteriana Ortodoxa e Igreja Presbiteriana Bíblica, a IP-EU permaneceu intacta. No entanto, a partir de 1942, como a IP-EU começou a experimentar com a revisão confessional, e mais tarde, quando neo-ortodoxia e o liberalismo começaram a se tornar influentes nos seminários do IP-EU, foram feitas tentativas de fundir-se com a mais liberal IP-EUA e sua sucessora, a Igreja Presbiteriana Unida nos Estados Unidos da América.
Em razão disso, grupos conservadores começaram se formar para resistir a fusão de denominações e as mudanças doutrinárias que isso resultaria. Eles buscaram reafirmar a Confissão de Fé de Westminster como a mais completa e mais clara exposição da fé bíblica, que muitos conservadores sentiam que tinha sido violada, quando presbitérios recebiam ministros que se recusaram a afirmar o nascimento virginal e ressurreição corporal. Os conservadores desejavam que todos os pastores e líderes afirmassem a Inerrância bíblica. Eles também se opunham a ordenação de mulheres.

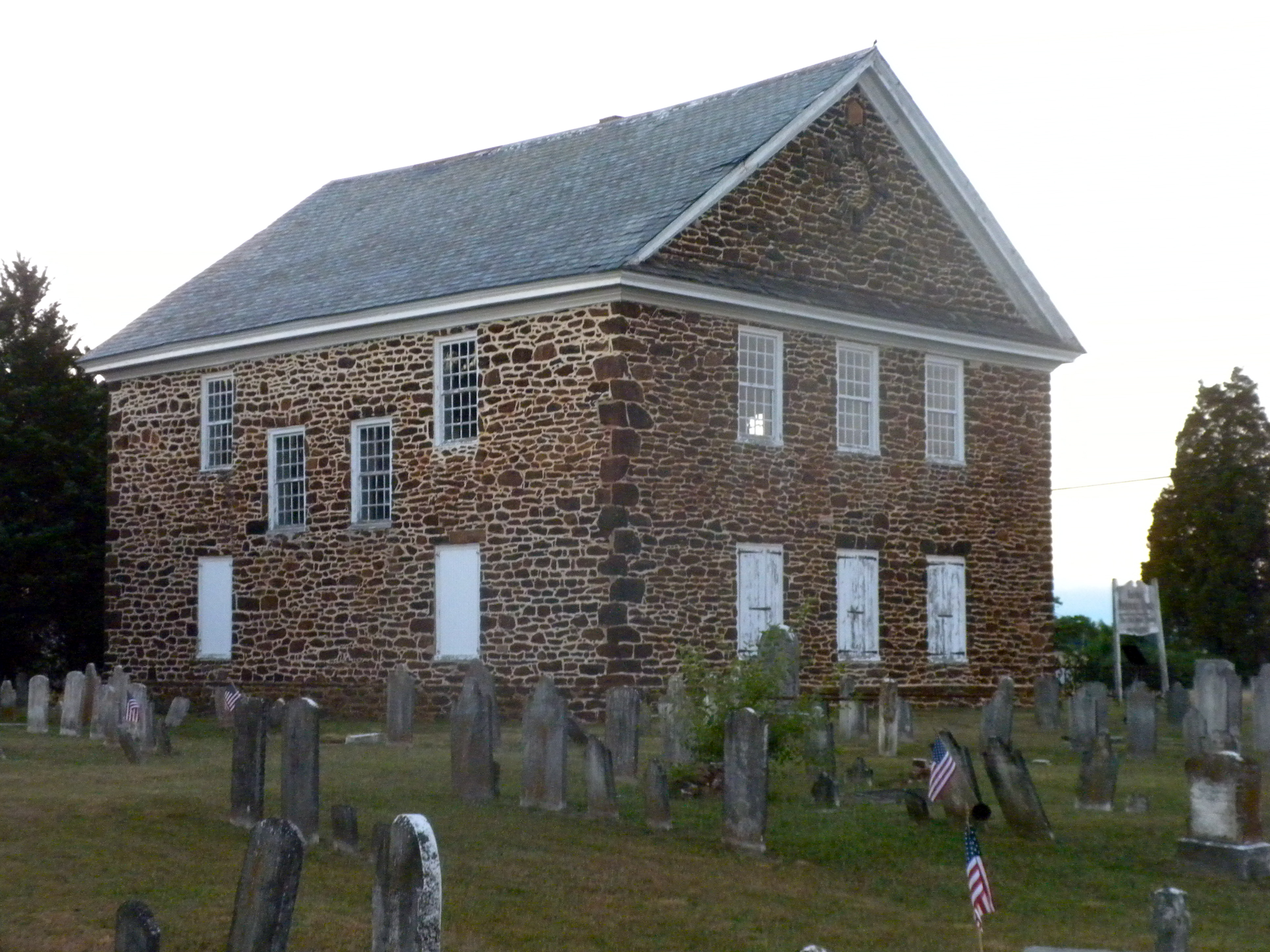
Igreja Presbiteriana de Fairfield, Fairton, Nova Jersey.

Os conservadores também criticaram o Conselho IP-EU da literatura publicada de Educação Cristã e acredita que o Conselho de Missões Mundiais da denominação já não colocava sua ênfase principal na realização da Grande Comissão. Em 1966, os conservadores dentro da IP-EU, preocupados com os seminários denominacionais fundaram o Seminário Teológico Reformado (em inglêS Reformed Theological Seminary). Finalmente, quando foi anunciada a fusão da IP-EU e IPU-EUA, o grupo conservador lutou por uma "cláusula de salvaguarda", que teria permitido para as congregações da Igreja Presbiteriana nos Estados Unidos que não queriam participar da união, com a finalidade de deixar a denominação sem perda de bens.

### Fundação e Expansão
Em 4 de dezembro de 1973, membros de 260 congregações (mais de metade deles de Mississippi, Alabama e Carolina do Sul) com uma adesão comungante combinada de mais de 41.200 (total de cerca de 55.000 no total de comungantes e não comungantes), que haviam deixado a IP-EU reuniram na Igreja Presbiteriana Briarwood no subúrbio de Birmingham, Alabama, e organizaram a Igreja Presbiteriana Nacional, 112 anos depois do dia da fundação da Igreja Presbiteriana dos Estados Unidos. A igreja se autodenominou Igreja Presbiteriana Contínua porque queria continuar a fé da Igreja Presbiteriana nos Estados Unidos. O primeiro moderador veio do Alabama. Seu nome era Jack Williamson.
Com a Assembleia de 1861, a IPA publicou uma "mensagem a todas as igrejas de Jesus Cristo por toda a terra", modelado, pela missiva de James Henley Thornwell de 1861. Nenhuma outra região da IP-EU experimentado perda tão grande quanto as congregações do estado de Mississippi, incluindo muitas das congregações mais influentes da região. Vinte e duas das setenta e sete congregações Presbitério do Sul do Mississippi se retiraram.
Um êxodo ainda maior ocorreu na Primeira Igreja Presbiteriana em Jackson com trinta e oito de setenta e três igrejas do Presbitério Central Mississippi desligando-se da reunião de Presbitério no santuário e adiada para uma capela para organizar em Mississippi Valle o Presbitério da Igreja Presbiteriana Nacional,depois IPA. Nos meses seguintes, mais dez igrejas retiram-se do Presbitério Central e doze do Presbitério Sul. No norte do Mississippi 14 igrejas partiram. Metade das igrejas UBS deixaram no estado. À exceção do Presbitério Oriente do Alabama, nenhuma outra região do IP-US experimentou tal perda.
Após protestos de uma congregação IPU-USA de mesmo nome, em Washington, DC, a denominação em sua Segunda Assembleia Geral (1974) mudou o nome da Igreja Presbiteriana Reformada Nacional, então adotou seu nome atual do dia seguinte. Na sua fundação, a IPA consistiu-se em 16 presbitérios.
Em poucos anos, a igreja cresceu para incluir mais de 500 congregações e 80.000 membros.

### O Caso de Kenyon e o crescimento na década de 1970
Durante os anos 1970, a denominação adicionou um número significativo de congregações fora do Sul quando várias igrejas da IPU-EUA em Ohio e Pensilvânia juntaram-se a ela. Este movimento foi precipitado por um caso sobre um candidato ordenação, Wynn Kenyon, negado pelo Presbitério de Pittsburgh, porque ele se recusou a apoiar a ordenação de mulheres (a decisão foi confirmada pela Assembleia Geral IPU-EUA). As igrejas formaram o Presbitério Ascensão, organizada oficialmente em 29 de julho de 1975.
Walter Kenyon tinha uma pós-graduação com honras do Seminário Teológico de Pittsburgh e afirmou que não poderia, em sã consciência, participar na ordenação de uma mulher. Ele disse que era a sua compreensão das Escrituras que impedia tal envolvimento, mas passou a dizer que ele não iria ficar no caminho de uma tal ordenação, se esse era o desejo de uma igreja em que ele servisse.
Imediatamente surgiu outra dissidência, e tal dissidência cresceu até que a esmagadora maioria da igreja aprovou o veredicto judicial que proibiu Kenyon e todos os demais candidatos a ordenação que se negassem a ordenar mulheres na IP-EUA. Além disso, houve também uma ação explícita e implícita que foi tomada contra aqueles homens já ordenados.
O Rev. Arthur C. Broadwick (e da União das Nações Igreja Presbiteriana dos EUA de Pittsburgh) e o Rev. Carl W. Bogue, Jr. (e o Allenside IPU-EUA de Akron) já estavam envolvidos em litígios que envolviam esta questão. Quando a Comissão Permanente Judiciária do IPU-EUA decidiu que o Sr. Kenyon não poderia ser ordenado efetivamente, elevou essa doutrina sobre as relações sociais para o lugar de ser uma grande doutrina da igreja.
Esta ação da Comissão Judicial Permanente levou a uma crise para todos aqueles pastores e anciãos, que mantiveram as visões tradicionais sobre esta questão e que foram a partir de então considerados hereges. Assim, para manter a paz, unidade e pureza da igreja, a maioria dos homens que formavam a carta da assembleia do presbitério pacificamente retirou-se da IPU-EUA.
A conclusão adequada para essa descrição da gênese do Presbitério da Ascensão é a menção à nova inscrição do Presbitério, a Igreja Presbiteriana na América. No outono de 1974, os homens que foram afetados pela deriva do caso de Kenyon, enviaram quatro representantes, de uma comissão informal que estava considerando alternativas para o IPU-EUA (ou seja, no caso em que o corpo deve tomar uma decisão contra o Sr. Kenyon que faria afetar a igreja como um todo), para a segunda Assembleia Geral da Igreja Presbiteriana da América (que se tornou a Igreja Presbiteriana na América).
Estes quatro pastores foi o Rev. AC Broadwick, o Rev. KE Perrin, o Rev. RE Knodel, Jr., e o Rev. WL Thompson, em nome do maior grupo preocupado, procurando um corpo historicamente reformada que também foi evangélica e missão importasse. Enquanto esta pequena comitiva foi para Macon, Georgia, com muitas suspeitas e dúvidas, eles voltaram muito feliz que não era uma opção, tal como a Igreja Presbiteriana na América.
Dezenas de igrejas do Centro-Oeste se tornar parte da Igreja Presbiteriana na América deixando o Sínodo do Oeste da IP (EUA).
Dissidentes conservadores do sul igrejas presbiterianas se juntou a IPA até o início de 1990.
O crescimento inicial IPA foi em grande parte através de secessões da Igreja Presbiteriana do Sul (EUA), que entre 1983-1990 permitiram igrejas saírem com seus bens. Cerca de 110-120 igrejas entraram em durante esse período de tempo para o IPA com as suas propriedades permitido por vários Presbitérios. A partir desse momento, no final dos anos 1990,o recente crescimento IPA foi em grande parte por meio de plantação de igrejas e de divulgação da congregações locais em vez de através de transferências de igrejas inteiras de outras denominações. Ministros da IP (EUA) são agora obrigados a concordar com a ordenação de mulheres, o que a IPA se opõe. A partir de 2014 na assembleia geral da IP (EUA), a maioria das igrejas retiradas da IP(EUA) entraram para a Igreja Evangélica Presbiteriana ou o recém-formado Ordem do Pacto dos Presbiterianos Evangélicos devido à sua aceitação de mulheres ministras, no entanto, desde então, muitos grupos da IP conservadora (EUA) e até mesmo congregações inteiras afiliaram-se a IPA.
Depois de muitas igrejas conservadoras deixou o IP-US para o IPA e do IPE, tornou-se mais fácil para o IP-US para alcançar a união com o IP-EUA. Em 10 de junho de 1983, a reunião entre os presbiterianos norte e sul foi comemorado em Atlanta com a nova denominação de tomar o nome de "Igreja Presbiteriana(EUA)" ou "IP (EUA)."

### Incorporação

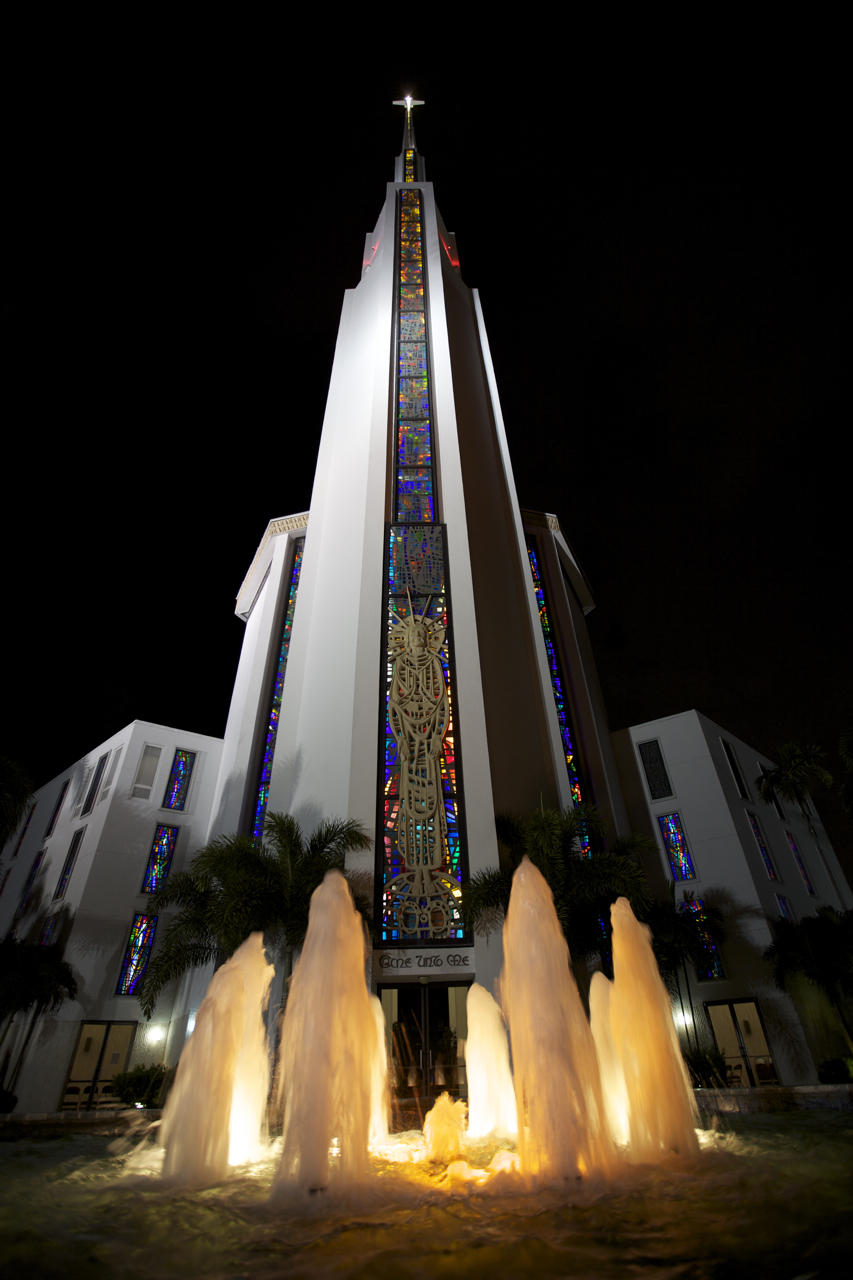
Igreja Presbiteriana Coral Ridge, Fort Lauderdale, Flórida.

Em 1982, a IPA fundiu-se com a Igreja Presbiteriana Reformada - Sínodo Evangélico (IPRSE), com 25.673 membros comungantes e 482 ministros em 189 congregações nos Estados Unidos, bem como em algumas províncias canadenses.
As discussões começaram em 1979, com a Igreja Presbiteriana Reformada, Sínodo Evangélico, que havia se acontecer devido a uma fusão entre a Igreja Evangélica Presbiteriana (antiga Igreja Presbiteriana Bíblica - Sínodo Columbus e não a denominação atual de mesmo nome) e da Igreja Presbiteriana Reformada, Sínodo Geral ( um grupo de "nova luz" Covenanters ). A IPRSE trouxe para a IPA uma base nacional de forma mais ampla da sociedade com um colégio confessional, 'Covenant College' , e um seminário, Seminário Teológico Covenant. Anteriormente, a IPA se baseou em instituições evangélicas independentes, como Seminário Reformado Teológico em Jackson, Mississípi e Seminário Teológico de Westminster, em Filadélfia, Pensilvânia.
A IPA tinha originalmente convidado três denominações para a fusão, incluindo a Igreja Presbiteriana Ortodoxa (IPO) e a Igreja Presbiteriana Reformada da América do Norte (IPRAN). A IPO votou para aceitar o convite para participar do IPA, mas a IPA votou contra a recebê-los. Os presbitérios da IPA não aprovaram o pedido do requerido maioria de três quartos, e assim o processo de convite proposto foi encerrado sem os presbitérios da IPO votarem sobre a questão. A IPRSE foi a única igreja que prosseguiu em realizar a fusão. A fusão foi chamado de "Unir e Receber". Quando um número suficiente de IPRSE e presbitérios da IPA votaram a favor do plano, os votos finais ocorreram nas respectivas reuniões anuais, ambas realizadas em Grand Rapids, Michigan : o Sínodo da IPRSE votou para se juntar a IPA em 12 de junho de 1982 e a Assembleia Geral da IPA votou para receber a IPRSE em 14 de junho.
As agências evangélica sinodais e comitês da Igreja Presbiteriana Reformada - Sínodo Evangélico foram unidos com os seus homólogos da IPA. A história e os documentos históricos dos IPRSE foram incorporados aos da IPA. Egressos de Seminário e Colégio Covennat também foram reconhecidos oficialmente. O movimento refletiu um fenômeno raro no protestantismo na América, de duas denominações conservadoras que se fundem, uma ocorrência que era muito mais comum entre linha principal, corpos denominacionais liberais no século XX (como a fusão entre a IPU-EUA e a IP-EU).
Em 1986, a IPA novamente convidado a Igreja Presbiteriana Ortodoxa para se juntar a eles, mas sem sucesso. Nem todos concordaram com a decisão. Nos quatro anos após 1986, houve um realinhamento voluntário como congregações que deixaram a IPO para a IPA, principalmente, da Califórnia, Montana e Pensilvânia. Na década de 1970 a IPO tinha crescido uma nova asa "pietista / revivalista" sob a influência de Jack Miller esta foi a nova vida para as igrejas e seu curso de filiação foi revivalismo clássico, e ele não se encaixava bem com o elenco mais doutrinalista do IPO. Esta nova vida igrejas foram feitas para sentir indesejável e quase toda a esquerda no início dos anos 90 para engrossar as fileiras pietistas da IPA.

## Estatísticas
| Ano  | Membros | Igrejas | Pastores |
| ---- | ------- | ------- | -------- |
| 1973 | 41.232  | 260     | 196      |
| 1975 | 67.345  | 394     | 397      |
| 1976 | 68.993  | 405     | 457      |
| 1977 | 73.899  | 428     | 531      |
| 1978 | 82.095  | 440     | 584      |
| 1979 | 86.885  | 460     | 668      |
| 1980 | 90.991  | 487     | 728      |
| 1981 | 136.582 | 698     | 1.264    |
| 1982 | 149.548 | 797     | 1.415    |
| 1983 | 155.988 | 825     | 1.451    |
| 1984 | 168.239 | 843     | 1.562    |
| 1985 | 177.917 | 878     | 1.639    |
| 1986 | 188.083 | 913     | 1.702    |
| 1987 | 190.960 | 924     | 1.722    |
| 1988 | 208.394 | 1.067   | 1.905    |
| 1989 | 217.374 | 1.000   | 1.949    |
| 1990 | 223.935 | 1.167   | 2.073    |
| 1991 | 233.770 | -       | -        |
| 1992 | 239.500 | 1.212   | 2.217    |
| 1994 | 257.556 | 1.167   | 2.397    |
| 1995 | 267.764 | 1.299   | 2.476    |
| 1997 | 279.549 | 1.340   | 2.665    |
| 1999 | 299.055 | 1.206   | 2.873    |
| 2000 | 306.156 | 1.458   | 2.980    |
| 2001 | 306.784 | 1.498   | 3.082    |
| 2002 | 310.750 | 1.499   | 3.181    |
| 2003 | 325.791 | 1.534   | 3.287    |
| 2006 | 334.151 | 1.621   | 3.430    |
| 2007 | 340.736 | 1.645   | 3.508    |
| 2008 | 335.850 | 1.672   | 3.562    |
| 2009 | 341.210 | 1.719   | 3.645    |
| 2010 | 341.482 | 1.737   | 3.760    |
| 2011 | 351.406 | 1.771   | 4.256    |
| 2012 | 356.820 | 1.777   | 4.321    |
| 2013 | 359.834 | 1.808   | 4.416    |
| 2014 | 358.516 | 1.831   | 4.556    |
| 2015 | 370.332 | 1.861   | 4.630    |
| 2016 | 374.161 | 1.892   | 4.761    |
| 2017 | 374.736 | 1.912   | 4.882    |
| 2018 | 384.793 | 1.927   | 4.951    |
| 2019 | 383.721 | 1.915   | 5.057    |
| 2020 | 383.338 | 1.928   | 5.117    |
| 2021 | 378.389 | 1.911   | 5.159    |
| 2022 | 386.345 | 1.932   | 5.247    |
| 2023 | 393.528 | 1.934   | 5.285    |
| 2024 | 400.751 | 1.964   | 5.347    |

Em 1983 várias congregações da Igreja Presbiteriana nos Estados Unidos formaram a IPA, em vez de se fundir com o IPU-EUA na atual Igreja Presbiteriana (EUA). Outras se juntaram e formaram a Igreja Presbiteriana Evangélica (EUA). Uma cláusula do plano de união entre os dois órgãos de linha principal permitido congregações dissidentes da Igreja Presbiteriana nos Estados Unidos a abster-se de se juntar a fusão e se juntar a uma denominação de sua escolha.
No 20º aniversário da IPA em 1993 havia 1086 congregações e 242.560 membros.
O Centro Histórico da IPA, um repositório de arquivos e manuscritos, está localizado em St. Louis, Missouri.
A IPA é uma das denominações de crescimento mais rápido nos Estados Unidos. Em dezembro de 2012, já tinha 1.700 igrejas e missões em todo os EUA e Canadá e mais de 335 mil comungantes e membros não comungantes.
Em 2004, a ex-membra da IP(EUA), Primeira Igreja Presbiteriana em Charleston, MS votaram pela adesão a IPA em vez da IPE, que permite que as mulheres como oficiais da igreja.
Em 2013 e 2014, algumas  congregações IP(EUA) conservadoras desapontadas do Estado de Nova Iorque e do 'Presbitério de Sheppards & Lapsley' no estado do Alabama e 'Smyrna Korean Presbyterian Church' em Empresas, AL entraram para a Igreja Presbiteriana na América, em vez de ECO ou IPE, que têm mulheres ministras.  Vários grupos separatistas da  IP(EUA) como New Covenant Presbyterian Church em McComb, MS , que rompeu com JJ White Memorial Presbyterian Church em 2007, e da Primeira Igreja Presbiteriana do Scot em Beaufort, Carolina do Sul votaram a favor da filial com a IPA, bem como vários anglo independentes e até então igrejas não afiliados presbiterianas coreanos, como Greater Springfield Igreja coreana em Agawan, Massachusetts.
O debate doutrinário na Igreja Reformada na América levou algumas congregações da IPA como 'Grace Reformed Church' em Lansing, Illinois (Pastor Andy Nearpass), Igreja Comunidade de Paz de Frankfort, IL (Rev. Dr. Kurt Kruger), Creta Igreja Reformada em Criar, IL (Pastor David Smith), First Reformed Church in Lansing, IL (Pastor Ben Kappers), Mission dei Church in New Lenox, Illinois (Pastor Paul Vroom)  Primeira Igreja Reformada em Lansing, IL (Pastor Ben Kappers), Missão dei Igreja em New Lenox, Illinois (Pastor Paul Vroom)e a Igreja Reformada University, em Lansing, Michigan to join the PCA as a conservative alternative. para se juntar a IPA como uma alternativa conservadora. Cada uma das igrejas foi autorizado a retirar, com suas respectivas propriedades e ativos. Mas se a igreja se retirar da IPA no prazo de cinco anos a contar da aprovação do acordo, a propriedade é reverter para a Classis de Illiana Florida.
Kevin DeYoung, Pastor da University Reformed Church resumiu os motivos de se retirar da Igreja Reformada na América e da filial com a IPA:
 "Deixe-me simplesmente dizer neste momento que a nossa razão para procurar a deixar a IRA não é uma coisa, mas muitas coisas. Desde a adoção da Confissão de Belhar, da eliminação das cláusulas de consciência relacionadas com a ordenação de mulheres, para a aceitação crescente da prática homossexual na denominação, nós acreditamos que a IRA, mudou significativamente nos últimos anos. A denominação se afastou das igrejas como a nossa. Nosso pedido é para que sejamos capazes de nos movermos também. "
Em 2024 a IPA já era formada por 400.751 membros, 88 presbitérios, 1.964 igrejas (incluindo missões) e 5.347 ministros. Todavia, o número de pessoas não membros que identificam-se com a IPA é bem maior. 
Segundo pesquisa do Pew Research Center, realizada em 2014, 0,4% da população dos Estados Unidos identificava-se como afiliado a IPA, o que correspondia na época a 1.274.400 pessoas.
Em 2024, o Religious Landscape Study, estimou, conforme publicado pelo Pew Research Center, que 0,5% da população dos Estados Unidos identificava-se como afiliado a IPA, o que correspondia à época a cerca de 1.700.550 pessoas.

## Doutrina e prática
A IPA inclui a representação de todos os ramos reformadas históricas do presbiterianismo. As igrejas fundadoras da IPA saíram da Igreja Presbiteriana dos Estados Unidos, que incluiu reavivalistas, conservadores da velha escola, tradicionalistas e outros. Em 1982, a IPA fundiu-se com a Igreja Presbiteriana Reformada - Sínodo Evangélico, que se foi o produto de uma união entre a 'Nova Luz' (New Side) da Igreja Presbiteriana Reformada - Sínodo Geral, e partes da Igreja Presbiteriana Bíblica (pietista da Nova Escola). Além disso, muitas congregações evangélicas que viveram dentro das igrejas presbiterianas de linha principal, ao norte e ao sul, à esquerda como igrejas individuais e se juntaram a IPA. Em suma, a IPA foi formado com as igrejas e líderes de muitos ramos-velhas de diferentes de escolas do Presbiterianismo.
A Sinopse de crenças da Igreja Presbiteriana na América
- A Bíblia é a Palavra inspirada e inerrante Palavra de Deus, a única regra infalível de fé e prática.*Há um só Deus, eterno e auto-existente em três pessoas (Pai, Filho e Espírito Santo) que estão a ser igualmente amado, honrado e adorado.
- Há um só Deus, eterno e auto-existente em três pessoas (Pai, Filho e Espírito Santo) que são igualmente amadas, honradas e adoradas
- Toda a humanidade participou na queda de Adão de seu estado sem pecado original e é, assim, perdida no pecado e totalmente impotente.
- O Deus Soberano, por nenhuma outra razão do que o seu próprio amor insondável e misericórdia, escolheu pecadores perdidos de todas as nações a serem resgatadas pelo poder vivificador do Espírito Santo e através da morte expiatória e ressurreição de seu Filho, Jesus Cristo.
- Esses pecadores a quem o Espírito vivifica, vêm a crer em Cristo como Salvador pela Palavra de Deus, nascemos de novo, se tornar filhos de Deus, e irá perseverar até o fim.
- A justificação é pela fé e por ela o pecador indigno é vestido com a justiça de Cristo.
- O objetivo da salvação de Deus na vida do cristão é a santidade, boas obras e serviços para a glória de Deus.
- Na morte, a alma do cristão passa imediatamente para a presença de Deus e da alma do incrédulo é eternamente separado de Deus para a condenação.
- O batismo é um sinal da aliança de Deus e está devidamente administrada a crianças de crentes em sua infância, bem como para aqueles que vêm como adultos para confiar em Cristo.
- Jesus Cristo voltará à terra, visível e corporal, em um momento em que Ele não é esperado, para consumar a história e o plano eterno de Deus.
- O Evangelho de salvação de Deus em Jesus Cristo deve ser publicada a todo o mundo como uma testemunha antes de Jesus Cristo voltar.[64]

### Confissões
O lema da Igreja Presbiteriana na América é "fiel às Escrituras, fiel à fé reformada, Obediente à grande comissão de Jesus Cristo". A IPA professa a adesão aos padrões confessionais históricas de presbiterianismo: a Confissão de Fé de Westminster, o Breve Catecismo de Westminster, e o Catecismo Maior de Westminster. Estes documentos secundários são vistos como subordinado a Bíblia, o que por si só é visto como a inspirada Palavra de Deus.

### Educação e ministérios
Como seria de esperar, historicamente o presbiterianismo tem grande destaque para a educação, a IPA tem geralmente valorizado exploração acadêmica mais alto conceito do tradições revivalistas do evangelicalismo. Apologética em geral e apologética pressuposicional tem sido uma característica definidora com muitos de seus teólogos e clérigos de nível superior, e muitos também praticam a "apologética culturais", que consiste em envolver e participar de atividades seculares culturais como cinema, música, literatura e arte, a fim de ganhá-los para Cristo.
Além disso, a IPA enfatiza ministérios de misericórdia, como a ajuda aos pobres, aos idosos, aos órfãos, aos índios americanos, às pessoas com deficiências físicas e mentais, aos refugiados, etc. Em resultado, a denominação realizou várias conferências nacionais para ajudar a equipar os membros para participar neste tipo de trabalhos, e diversas filiais IPA como o desejo Rua 'Ministries', 'New City Fellowship', e 'Canção Nova Fellowship' têm recebido atenção nacional para o seu serviço à comunidade em geral.

### Questões da vida
A IPA toma a seguinte posição sobre a homossexualidade: "a prática homossexual é pecado. A Bíblia ensina que todos os pecados particulares fluem de nossa disposição rebelde de coração. Assim como com qualquer outro pecado, a IPA lida com as pessoas de uma maneira pastoral, procurando transformar seu estilo de vida através do poder do evangelho, tal como aplicado pelo Espírito Santo. Assim, para condenar a prática homossexual nós não reivindicamos nenhuma justiça própria, mas reconhecem que todo e qualquer pecado é igualmente repugnante à vista de um Deus santo."
A IPA não reconhece o casamento homossexual . L. Roy Taylor, secretário declarou da Assembleia Geral da IPA, disse que o IPA "acredita que, desde a criação, Deus ordenou a aliança de casamento para ser um vínculo entre um homem e uma mulher" e que "divinamente sancionada padrão para atividade sexual é a fidelidade dentro de um casamento entre um homem e uma mulher ou a castidade fora do tal casamento. Ao longo da história, tem havido muitas vezes um conflito entre as normas imutáveis da ética bíblica que a Igreja procura manter e as mudança das práticas sociais da cultura ".
A IPA é contra o divórcio, exceto em casos de adultério ou abandono (deserção).
A eutanásia ou morte misericordiosa - de acordo com o comunicado oficial da IPA aprovada na 16ª Assembleia Geral - é um assassinato.
O aborto ou morte de uma criança por nascer está violando comando e autoridade de Deus. "Portanto, estamos convictos de que as escrituras proíbem o aborto. O aborto é errado, é um pecado. Escritura considera essa criança como pessoa e, portanto, abrangidos pela proteção divina mesmo como uma pessoa após o nascimento. Qualquer apoio médico ou precedente histórico só pode ser de autoridade secundária, quando temos uma palavra clara de Deus em questões morais. "
"Deus como o Juiz justo e santo não vai permitir o pecado de ser justificada por diversas situações humanas. Assim, a aplicação prática em cada um destes casos na aplicação coerente da proibição absoluta de Deus e, em seguida, conforto entregue a partir do conhecimento que o maior bem é dependente de nossa obediência de Deus". - Aprovada a partir da 6.ª Assembleia Geral da Igreja Presbiteriana da América de 1978 (Apêndice O, páginas 270-281).

### Casamento
Em 2014, em resposta a uma confusão de mídia entre o IPA e a IP-EUA, o gabinete do secretário declarou emitiu a seguinte:
Existem várias denominações Presbiterianas na América. Às vezes as pessoas erroneamente atribuem os pontos de vista ou ações de uma denominação Presbiteriana para outra. A "Igreja Presbiteriana na América" (IPA) é uma denominação evangélica na tradição teológica reformada. A IPA, como outras igrejas Evangélicas, conservadoras, ortodoxas, e os cristãos tradicionais de muitas denominações, acredita que, desde a criação, Deus ordenou a aliança de casamento para ser um vínculo entre um homem e uma mulher, e que o entendimento é o que a Igreja sempre acreditou , ensinou, e confessou. Portanto, acreditamos que o padrão divinamente sancionada para a atividade sexual é a fidelidade dentro de um casamento entre um homem e uma mulher ou a castidade fora do tal casamento. Ao longo da história, tem sido muitas vezes um conflito entre as normas imutáveis da ética bíblica que a Igreja procura manter e as mudança das práticas sociais da cultura. A Igreja Presbiteriana da América (IPA) não tem redefinido o casamento nem pretende fazê-lo.
-L. Roy Taylor, secretário, declaração na Assembleia Geral da Igreja Presbiteriana na América.

### As diferenças entre o IPA e IP-EUA em questões sociais e teológicas
| Topico                        | Igreja Presbiteriana na América (IPA) | Igreja Presbiteriana (Estados Unidos) (IP-EUA) |
| ----------------------------- | --- | --- |
| Confissões Subscritas         | A IPA afirma principalmente a Bíblia e a Confissão de Fé de Westminster, Catecismo Menor e Maior de Westminster e do Livro de Ordem da Igreja. Todos os oficiais da igreja necessitam assinar esses documentos como sua confissão de fé. Ensinar contra as doutrinas contidas nesses documentos ou violá-las pode resultar em julgamento e deposição do cargo | A IP (EUA) afirma a Bíblia e o Livro de Confissões, que inclui o Credo de Niceia, o Credo dos Apóstolos, A Confissão Escocesa, o Catecismo de Heidelberg, a Segunda Confissão Helvética, a Confissão de Fé de Westminster, o Catecismo Menor, o Catecismo Maior, a Declaração Teológica de Barmen, a Confissão de 1967, e o ‘Brief Statement of Faith’. |
| Teologia                      | Conservadora, calvinista, evangélica, mas a ortodoxia teológica pode variar de Presbitério para Presbitério, e até mesmo igrejas individuais podem ser diferentes, alguns são ortodoxos Reformada e um pouco mais largo Evangélica, mas todas elas têm de subscrever a Confissão de Fé de Westminster e do Livro Igreja da Ordem da IPA. | 'Mainline', entre moderada e progressiva, presente ala Evangélica. |
| Seminários filiados           | A IPA tem um Seminário Teológico oficial, o Seminário Teológico Covenant em St. Louis, Missouri. | Os seminários oficiais da IP (EUA) são 'Austin Presbyterian Theological Seminary', Seminário Teológico Columbia, Johnson C. Smith Seminário Teológico no Interdenominational Theological Center, 'Louisville Presbyterian Theological Seminary', Seminário Teológico 'McCormick'. Seminário Teológico de Pittsburgh, Seminário Teológico de Princeton, San Francisco 'Theological Seminary', Seminário Presbiteriano em Richmond, Virginia e Charlotte, Carolina do Norte, e da Universidade do Seminário Teológico Dubuque. |
| Ordenação                     | Ministros, presbíteros e diáconos na IPA são apenas homens, "em obediência ao padrão do Novo Testamento para aqueles que governam e ensinam a doutrina a igreja , embora as mulheres têm uma ampla gama de utilização para os seus dons em nossas igrejas ". | Ambos os homens e mulheres para pastores e anciãos pode ser ordenado. |
| Inerrância                    | Escritura é inerrante e infalível em tudo o que ela ensina. Criacionismo é a doutrina detido e confessada pela maioria dos pastores da IPA. | A definição de "infalibilidade" difere da IPA. Escritura é inerrante com relação à teologia, não a história, nem a ciência. A alta crítica do texto é considerado uma ferramenta valiosa. Considera-se a Bíblia inerrante, devidamente exegese, não para levar um para a doutrina falsa. No IP (EUA), a evolução é amplamente acreditava. |
| Propriedades da Igreja        | Propriedades da Igreja pertence à congregação local, sem qualquer direito de reversão seja qual for, para qualquer Presbitério ou Assembleia Geral, todas as doações às comissões de administração e permanentes da IPA são voluntárias. | Propriedades da Igreja é realizada em confiança pelo Presbitério para o benefício da denominação. |
| Aborto                        | "O aborto acabaria com a vida de um indivíduo, um portador da imagem de Deus, que está sendo divinamente formado e preparado para uma dada por Deus papel no mundo." A Assembleia Geral 14 da Igreja Presbiteriana na América, reafirma pro- de nossa igreja vida e anti-aborto estão, e que nós nos comunicamos nossa posição ao presidente dos Estados Unidos, a Suprema Corte e ao Congresso dos Estados Unidos; além disso, que nós encorajamos os nossos pastores e sessões de enfatizar esta posição da nossa igreja nas congregações e as comunidades em que eles servem.                                                           | Moralmente "aceitável" que ele "deveria ser uma opção de último recurso." Todos os abortos implica algum tipo de tragédia. |
| Homossexualidade              | A prática homossexual é pecado. Mas, assim como com qualquer outro pecado, a IPA lida com essas pessoas de uma forma pastoral, procurando transformar seu estilo de vida através do poder do evangelho, tal como aplicado pelo Espírito Santo. Igrejas devem procurar ativamente levar a pessoa homossexual a confissão e arrependimento que ele poderia encontrar justificação e santificação em Jesus Cristo, de acordo com I Coríntios 06:11; À luz da visão bíblica da sua pecaminosidade, um homossexual praticante contínua neste pecado não seria um candidato apto para ordenação ou de membro da Igreja Presbiteriana na América. | Há uma grande diversidade de opiniões sobre a homossexualidade na IP (EUA). Em 2010, a Assembleia Geral expressou que "A IP (EUA) não tem consenso na interpretação da Escritura sobre as questões da prática sexual ente pessoas do mesmo sexo." Os homossexuais são bem-vindos como membros. Existe atualmente um grande debate sobre a ordenação de homossexuais não celebanto e casamento homossexual. Atualmente, os homossexuais celibatários podem ser chamados de pastores ou anciãos eleitos se a congregação assim o desejar. Em alguns Presbitérios, congregações poderão, a seu critério, chamar/eleger homossexuais não-celibatários ou lésbicas pastores/presbíteros ou endossar a pessoas do mesmo sexo a "bênção" cerimônias. Recentemente, a Assembleia Geral alterado o Livro de fim de redefinir o casamento como entre "duas pessoas", em vez de entre um homem e uma mulher e permite que os ministros de realizar qualquer casamento legal entre duas pessoas. Ministros ou congregações que se opõem ao casamento do mesmo sexo não será obrigado a realizar tais cerimônias em estados onde esses casamentos são legais. Essa alteração vai exigir a aprovação de uma maioria dos presbitérios antes que entrem em vigor. |
| Divórcio                      | A IPA ensina que o divórcio é um pecado, exceto em casos de adultério ou deserção. | Em 1952, a Assembleia Geral IP (EUA) mudou-se para alterar seções da Confissão de Westminster, eliminando língua "pessoas inocentes", ampliando os motivos para incluir o divórcio sem culpa. O divórcio é lamentável e não deve ser feito de ânimo leve. |
| Adoração                      | A IPA acredita que toda a adoração só deve ser dirigida pela Bíblia (Aprovada uma das 13 Diferenças entre a IPA e a IP (EUA) postado por Andrew Webb, 16 de abril de 2013) | A IP(EUA) afirma que a adoração deve ser um amálgama de bíblia, cultura e tradição. Congregações têm considerável liberdade para adorar de forma significativa para cada uma particularmente. |
| Tamanho e tendência de adesão | A IPA é a segunda maior denominação presbiteriana nos Estados Unidos. Em 2023, tinha cerca de 1.934 igrejas e congregações, 400.751 membros e 5.347 ministros. A denominação é uma das denominações de crescimento mais rápido nos Estados Unidos, com crescimento de quase dez vezes o número de membros entre 1973 e 2018. | A IP(EUA) é a maior denominação presbiteriana nos Estados Unidos. Em 2021, tinha cerca de 8.813 congregações, 1.193.770 membros, e 18.458 ministros. Está em rápido declínio numérico de membros, desde 1983, tendo perdido 61,76% do número de membros desde então. |

### Comparação com outras denominações presbiterianas
A IPA é socialmente e teologicamente mais conservadora que a IP (EUA). A IPA requer que pastores e presbíteros ordenados que subscrevam as doutrinas teológicas detalhados nos Padrões de Westminster, salvo raras exceções permitidas, enquanto o Livro de Confissões da IP (EUA) permite muito mais margem de manobra. A IPA ordena apenas os homens que professam ou casamento tradicional ou celibato, enquanto A IP(EUA) permite a ordenação de mulheres e (em alguns Presbitérios) gays não celibatários e lésbicas como clero.  Como a IP(EUA), no entanto, a IPA acomoda diferentes pontos de vista de criação. A IPA se esforça para a reconciliação racial. A IPA é unilateralmente Pro-vida, acreditando que a vida começa na concepção. Ao contrário da IP(EUA), a IPA não tem nenhuma relação ecumênica com as organizações que aceitem denominações que percebem ter se desviado da ortodoxia, como o Conselho Mundial de Igrejas ou Comunhão Mundial das Igrejas Reformadas. Devido a problemas relacionados com a propriedade da igreja quando a divisão da IP(EUA), na IPA todos os edifícios da igreja pertence à igreja local, o que dá a IPA um pouco mais estrutura da igreja congregacional do que a maioria das outras estruturas presbiterianas.
A IPA é geralmente menos teologicamente conservadora do que a Igreja Presbiteriana Ortodoxa (IPA, fundada em 1936), mas mais conservador do que a Igreja Presbiteriana Evangélica (EUA) (EPC, fundada em 1981) e da Ordem do Pacto dos Presbiterianos Evangélicos (ECO, fundada em 2012), embora as diferenças podem variar de presbitério para presbitério e até mesmo congregação para congregação. A IPA, como mencionado acima, ordena mulheres como presbíteras docentes (pastores), presbíteras regentes, ou diáconas, enquanto a IPE considera esta questão uma questão de "não-essencial" para a esquerda para o corpo ordenação individual e ECO abraça totalmente a ordenação de mulheres. No entanto, há uma cada vez mais forte um movimento na IPA para permitir a ordenação de mulheres como diáconos, incluindo aberturas na Assembleia Geral.  Um número de igrejas da IPA são conhecidos por não ter ordenado mulheres diáconos e diaconisas. A IPA também é mais tolerante do movimento carismático do que a IPA. No entanto, há uma forte movimento do Novo Calvinismo na IPA que pratica a música contemporânea, adere a uma posição continuista sobre os dons do Espírito Santo, e se engaja no diálogo civil com diferentes visões teológicas. Isto não é surpreendente uma vez que a IPA tem emitido, desde o seu início, uma carta pastoral a todas as igrejas da IPA para tolerar os carismáticos dentro de suas fileiras.
A IPA tem pouca discussão doutrinária com a IPO. Ambas as denominações têm opiniões semelhantes sobre a Visão Federal, criação e justificação. Enquanto a maioria das congregações IPO permitir as mulheres, só para ensinar crianças e outras mulheres na escola dominical, algumas congregações da IPA moderados permitem que as mulheres façam qualquer coisa que um homem não-ordenados posa fazer. Tanto a IPO e a IPA quanto aderem aos Padrões de Westminster, o OPC é geralmente mais rigoroso ao exigir seus oficiais para inscrever-se a essas normas, sem exceção. É difícil encontrar diferenças doutrinárias entre estas duas denominações. Nos últimos anos, a IPO e IPA publicaram relatos semelhantes substanciais sobre os Dias da Criação, o debate sobre a Justificação e a questão da Visão Federal. Eles têm posições idênticas sobre questões sociais como mulheres em combate, Maçonaria e aborto. A única divergência de qualquer significado, é a questão de dons carismáticos. A IPO mantém uma posição cessacionista estrito, enquanto a IPA permite presbitérios para ordenar não-cessacionistas, se eles não acreditam que os presentes que estão em curso relevante e prometem não ensinar seus pontos de vista distintos, mas a maioria dos presbitérios da IPA se recusaria a ordenar um homem assim. Muitas igrejas da IPA moveram-se para adoração contemporânea, enquanto a IPO é dominada pelo culto reformado tradicional. As raízes do sul da Igreja Presbiteriana na América foram de certa forma atenuada pela fusão com a Igreja Presbiteriana Reformada, Igreja Evangélica Sínodo e as raízes do norte da IPO também foi temperado pela influência de Van Til e Kuyper.  No entanto, as duas denominações desfrutar de relações fraternas e cooperar em uma série de maneiras, tais como compartilhamento do controle de uma empresa de publicação, grandes publicações da Comissão, que produz os currículos da Escola Dominical para ambas as denominações.

## Relações inter-eclesiásticas
A IPA é membro da Fraternidade Reformada Mundial e do Conselho Norte-Americano Presbiteriano e Reformado.
Além disso, possui os seguintes níveis de relacionamentos com outras igrejas:
Relações Fraternais (igrejas com as quais possui plena comunhão e irmandade):
- Igreja Presbiteriana Ortodoxa
- Igreja Presbiteriana Reformada Associada (EUA)
- Igreja Presbiteriana Reformada da América do Norte
- Igreja Presbiteriana Coreana Americana
- Igreja Reformada de Quebec
- Igrejas Reformadas Unidas na América do Norte
- Igreja Nacional Presbiteriana do México
- Igreja Presbiteriana do Brasil

Relacionamento Correspondente (igrejas com as quais possui contato e proximidade e parcerias específicas):
- Igreja Presbiteriana Evangélica
- Igrejas Reformadas na África do Sul
- Igreja Presbiteriana Japonesa
- Igrejas Reformadas Liberadas
- Igreja Livre da Escócia
- Igreja Presbiteriana da Coreia (HapDong)
- Igreja Presbiteriana na Coreia (Kosin)
- Igreja Presbiteriana na Coreia (HapShin)

Em 2023, a Assembleia Geral da Igreja Presbiteriana na América aprovou a Abertura 2, que iniciou a discussão sobre a adesão à Conferência Internacional das Igrejas Reformadas.

## Missões
A IPA tem missionários em vários locais da América do Norte e do Mundo. 
Os missionários da denominação ajudaram a fundar a Igreja Evangélica Presbiteriana na Inglaterra e País de Gales,  a Igreja Evangélica Presbiteriana da Ucrânia, a Igreja Cristã Presbiteriana de Portugal, Igreja Presbiteriana Japonesa, Igreja Presbiteriana das Filipinas, Igreja Presbiteriana Reformada em Myanmar, Igreja Evangélica Presbiteriana na Polônia, Igreja Presbiteriana de Bangladesh, Igreja Presbiteriana do Sul da Índia, Igreja Reformada Evangélica na Letônia, Igreja Reformada Presbiteriana do Equador a Igreja Reformada Evangélica Presbiteriana da Colômbia, a Igreja Presbiteriana na América (Chile), a Igreja Presbiteriana Evangélica África e a Igreja Presbiteriana Westminster da Austrália.